# Diaphorus antennatus
Diaphorus antennatus är en tvåvingeart som beskrevs av Van Duzee 1915. Diaphorus antennatus ingår i släktet Diaphorus och familjen styltflugor. Inga underarter finns listade i Catalogue of Life.